# Pannes (Meurthe-et-Moselle)
Pannes ist eine französische Gemeinde mit 175 Einwohnern (Stand: 1. Januar 2022) im Département Meurthe-et-Moselle in der Region Grand Est (bis 2015 Lothringen). Die Gemeinde gehört zum Arrondissement Toul und zum Kanton Le Nord-Toulois. 

## Geografie
Pannes liegt etwa 35 Kilometer südsüdöstlich von Metz im Regionalen Naturpark Lothringen am Ufer des Flusses Madine. Umgeben wird Pannes von den Nachbargemeinden Nonsard-Lamarche im Westen und Norden, Beney-en-Woëvre im Norden und Nordosten, Bouillonville im Nordosten und Osten, Euvezin im Osten und Südosten, Essey-et-Maizerais im Süden sowie Lahayville und Richecourt im Südwesten.

## Bevölkerungsentwicklung
| Jahr                       | 1962 | 1968 | 1975 | 1982 | 1990 | 1999 | 2006 | 2019 |
| Einwohner                  | 169  | 166  | 137  | 130  | 149  | 146  | 171  | 180  |
| Quellen: Cassini und INSEE |      |      |      |      |      |      |      |      |

## Sehenswürdigkeiten
- Kirche Saint-Rémy aus dem 18. Jahrhundert
- Lavoir

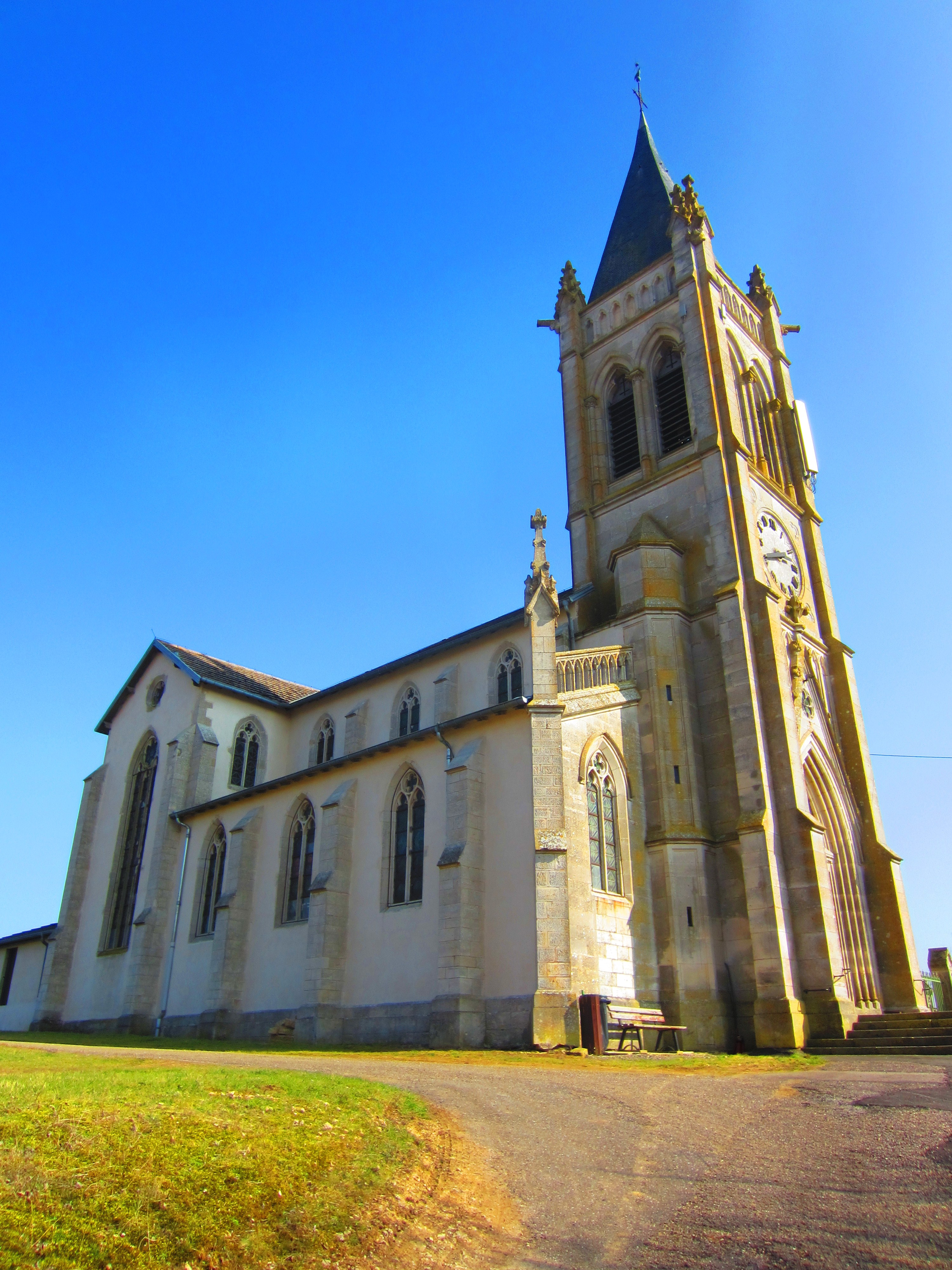
Kirche Saint-Rémy
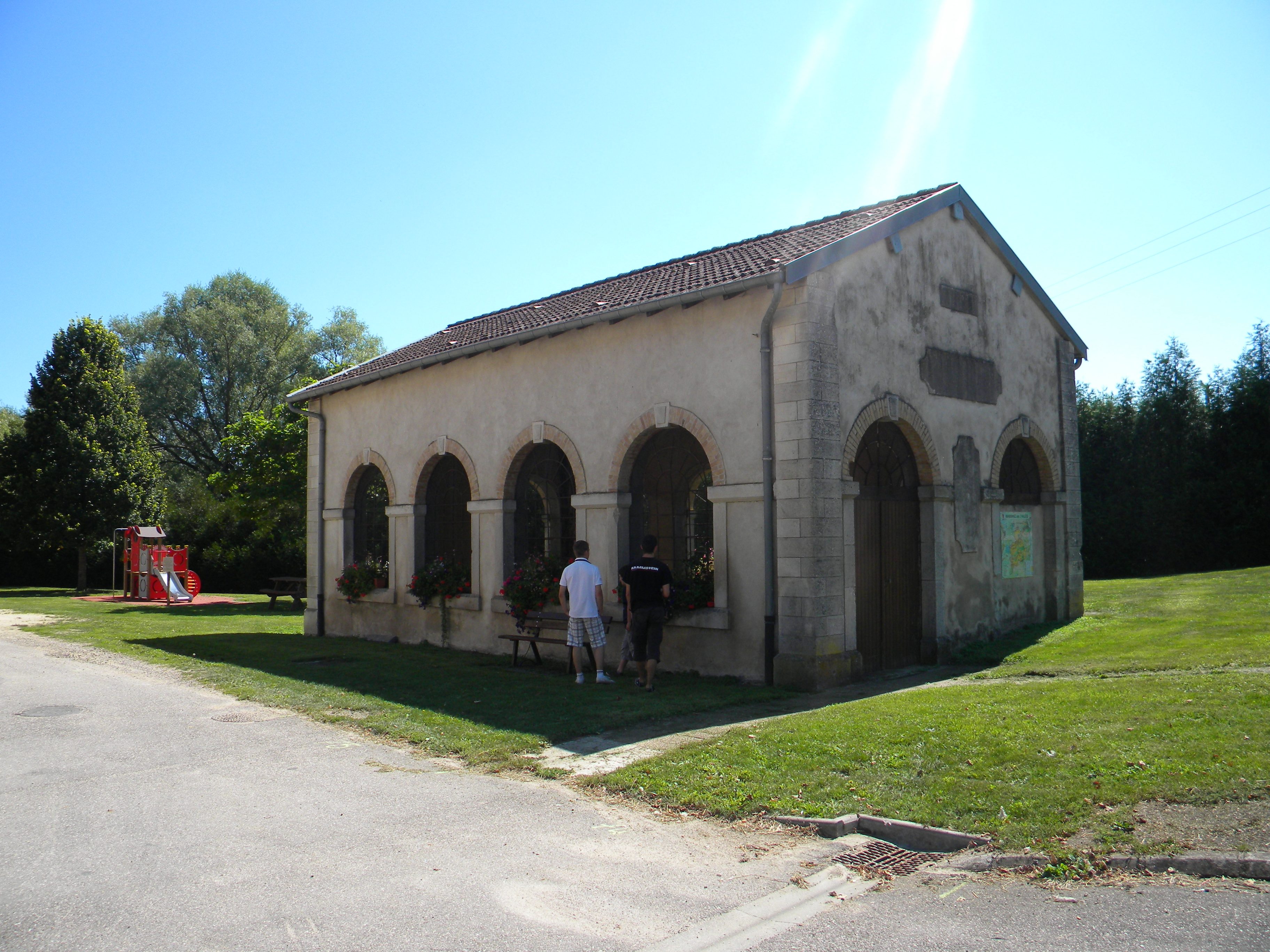
Lavoir